# Merles
Merles é uma comuna francesa na região administrativa de Occitânia, no departamento de Tarn-et-Garonne. Estende-se por uma área de 7,02 km². Em 2010 a comuna tinha 214 habitantes (densidade: 30,5 hab./km²).